# Bhagwant Singh
Bhagwant Singh (Dholpur, 1824 – Dholpur, 7 febbraio 1873) fu maharaja di Dholpur dal 1836 al 1873.

## Biografia
Bhagwant Singh nacque nel 1824, figlio minore del rana Kirat Singh e fratello del rana Pohap Singh. Alla morte di Pohap, Bhagwant Singh ascese al trono di Dholpur.
Fu fedele al governo britannico in India e fornì truppe per la repressione dei moti indiani del 1857.
Sposò la figlia di Nand Kishor Rajauria, sorella di sua cognata, dalla quale non ebbe figli,e adottò Kulender Singh. Kulender sposò Basant Kaur, figlia del maharaja Narender Singh di Patiala,e morì giovane, ma prima ebbe il figlio Nihal Singh, che divenne poi il successore di Bhagwant.
Morì il 7 febbraio 1873 e venne succeduto da Nihal Singh.